# Leptostylus pseudocalcarius
Leptostylus pseudocalcarius là một loài bọ cánh cứng trong họ Cerambycidae.